# Seoul World Cupstadion
Het Seoul World Cupstadion (ook wel Sangam Stadium genoemd) is een stadion in Seoel, Zuid-Korea. Het stadion is geopend in 2001 en kan 66.704 toeschouwers herbergen. Vaste bespelers van het stadion zijn het Zuid-Koreaans voetbalelftal (mannen) en FC Seoul, dat uitkomt in de K-League. Het stadion werd speciaal gebouwd voor het Wereldkampioenschap voetbal 2002, dat werd georganiseerd door Zuid-Korea en Japan. In 2007 was het een van de stadions waar werd gespeeld om het WK voetbal onder 17.

## WK interlands
| №  | Datum        | Wedstrijd              | Uitslag | Competitie | Toeschouwers |
| -- | ------------ | ---------------------- | ------- | ---------- | ------------ |
| 1. | 31 mei 2002  | Frankrijk – Senegal    | 0 – 1   | WK 2002    | 62.561       |
| 2. | 13 juni 2002 | Turkije – China        | 3 – 0   | WK 2002    | 43.605       |
| 3. | 25 juni 2002 | Duitsland – Zuid-Korea | 1 – 0   | WK 2002    | 65.256       |